# 普法夫施特特
普法夫施特特是奥地利上奥地利州因河畔布劳瑙县的一个市镇。总面积9平方公里，总人口944人，人口密度104.9人/平方公里（2005年）。